# Івлєв Трохим Васильович
Івлєв (Трохименко) Трохим Васильович (1880 — 1958?, в деяких джерела зазначається 1933 рік і місце смерті місто Суми) — український актор і співак (баритон, бас). Відомий за виступами в Театрі Руської Бесіди (1910) і Театрі Миколи Садовського (1911–1919).

## Життєпис
Артистичну діяльність розпочав у трупах Д. Гайдамаки і М. Ярошенка.
На запрошення Й. Стадника, який приїздив до Києва у пошуках наддріпрянських акторів для трупи театру «Руська бесіда» у 1910 році Трохим Івлєв переїхав до Львова. Там він став досить популярним. Американський адвокат українського походження Зенон Нижанківський, який у 1910 навчався у Дрогобицькій гімназії ім. Франца Йосифа І, і бував на спектаклях Руського театру згадував: «на короткий час появився на театральному небокраї блискучий метеор — Трофим Івлів (бас-баритон). Його креація Мефіста в опері „Фавст“ просто зелектризувала публіку драматичною експресією і вокальною майстерністю.»
Та вже у 1911 він дебютує у Києві в Театрі Миколи Садовського в партії Стольника («Галька» С. Монюшка). Виступ був настільки вдалим, що всі вітали М. Садовського з цінним поповненням трупи.
Про роботу Трохима Івлєва у Садовського Василь Василько згадував наступне: «Співак — бас дуже широкого діапазону, великої сили й приємного тембру… Співав і баритонні партії… Його найкращою роллю був Халява („Вій“) — глибокохудожній гоголівський тип „богослова“, а також Голова в „Утопленій“ М. Лисенка. Іноді грав і драматичні ролі, наприклад, Козака-бандуриста у п'єсі Б. Грінченка „Серед бурі“, Хмари у „Мазепі“ Ю. Словацького.».
У січні 1919 М. Садовський вирішив покинути Київ і виїхати до Вінниці, де тимчасово перебувала Директорія УНР. Разом з ним серед інших акторів виїхав і Трохим Івлєв.
У 1920–1923 виступав у Вінницькому музично-драматичному театрі, згодом у Харківському пересувному театрі.
У 1923–1933 — актор Артемівського українського музично-драматичного театру ім. Артема на Донеччині.

## Особисте життя
Дружина Тетяна Івлєва — українська актриса, працювала в Театрі Миколи Садовського хористкою, згодом перейшла на ролі травесті: Матюша («Суєта» І. Карпенка-Карого), Мацюсь («Зачароване коло» Л. Риделя), Мишко («Ревізор» М. Гоголя) та ін. Залишились її спогади про Трохима Васильовича.

## Ролі
- Стольник («Галька» С. Монюшка) — дебютна роль в Театрі М. Садовського (1911)
- Абдула Бакі («Бранка Роксолана» Д. Січинського) — перший виконавець (1912)
- Халява («Вій» М. Гоголя) — його найкраща роль
- Мельник («Казка старого млина» С. Черкасенка) (1914)[8]
- Є. Онєгін (однойменна опера П. Чайковського)
- Султан («Запорожець за Дунаєм» С. Гулака-Артемовського)
- Іван («Катерина» М. Аркаса)
- Еней («Енеїда» М. Лисенка)
- Голова («Утоплена» М. Лисенка)
- Крушина («Продана наречена» Б. Сметани)
- Козак-бандурист («Серед бурі» Б. Грінченка)
- Хмара («Мазепа» Ю. Словацького)
- Маркіз («Корневільські дзвони» Р. Планкетта)
- Панько («Сорочинський ярмарок» М. Мусоргського)